# Râul Ulmu Mare
Râul Ulmu Mare este un curs de apă, afluent al râului Nera. 